# Mount Rotolante
Mount Rotolante ist ein 2460 m hoher Berg in der antarktischen Ross Dependency. In der Königin-Alexandra-Kette ragt er 10 km nordwestlich des Mount Fox auf. 
Das Advisory Committee on Antarctic Names benannte ihn 1966 nach Ralph A. Rotolante, Meteorologe des United States Antarctic Research Program auf der McMurdo-Station im Jahr 1962.